# Discografia dei Gojira
La discografia dei Gojira, gruppo musicale death metal francese, comprende sette album in studio, tre dal vivo e undici singoli.

## Album

### Album in studio
| Anno                                                                          | Titolo | Classifiche | Classifiche | Classifiche | Classifiche | Classifiche | Classifiche | Classifiche | Classifiche | Classifiche | Classifiche | Classifiche |
| Anno                                                                          | Titolo | FRA         | AUS         | AUT         | CAN         | FIN         | GER         | NOR         | SWE         | SWI         | UK          | USA         |
| ----------------------------------------------------------------------------- | --- | ----------- | ----------- | ----------- | ----------- | ----------- | ----------- | ----------- | ----------- | ----------- | ----------- | ----------- |
| 2001                                                                          | Terra Incognita - Pubblicato: 19 aprile 2001 - Etichetta: Gabriel Editions - Formati: CD, 2 LP, CD+MC, download digitale, streaming                        | —           | —           | —           | —           | —           | —           | —           | —           | —           | —           | —           |
| 2003                                                                          | The Link - Pubblicato: 18 aprile 2003 - Etichetta: Boycott - Formati: CD, download digitale, streaming                                                     | —           | —           | —           | —           | —           | —           | —           | —           | —           | —           | —           |
| 2005                                                                          | From Mars to Sirius - Pubblicato: 27 settembre 2005 - Etichetta: Listenable/Mon Slip , Prosthetic - Formati: CD, 2 LP, CD+MC, download digitale, streaming | 44          | —           | —           | —           | —           | —           | —           | —           | —           | —           | —           |
| 2008                                                                          | The Way of All Flesh - Pubblicato: 13 ottobre 2008 - Etichetta: Listenable , Prosthetic - Formati: CD, 2 LP, download digitale, streaming                  | 28          | —           | —           | —           | 26          | —           | —           | —           | —           | 124         | 138         |
| 2012                                                                          | L'Enfant Sauvage - Pubblicato: 28 giugno 2012 - Etichetta: Roadrunner - Formati: CD, CD+DVD, LP, download digitale, streaming                              | 7           | 47          | 64          | —           | 11          | 44          | 12          | 28          | 23          | 53          | 34          |
| 2016                                                                          | Magma - Pubblicato: 17 giugno 2016 - Etichetta: Roadrunner - Formati: CD, CD+DVD, LP, download digitale, streaming                                         | 10          | 11          | 9           | 17          | 5           | 14          | 9           | 26          | 4           | 24          | 24          |
| 2021                                                                          | Fortitude - Pubblicato: 30 aprile 2021 - Etichetta: Roadrunner - Formati: CD, CD+DVD, LP, download digitale, streaming                                     | 2           | 3           | 3           | 15          | 2           | 8           | 10          | 13          | 4           | 6           | 12          |
| "—" indica una pubblicazione non classificata o non pubblicata in quel Paese. | |             |             |             |             |             |             |             |             |             |             |             |

### Album dal vivo
| Anno                                                         | Titolo | Classifiche |
| Anno                                                         | Titolo | FRA         |
| ------------------------------------------------------------ | --- | ----------- |
| 2004                                                         | The Link Alive - Pubblicato: 16 aprile 2004 - Etichetta: Gabriel Editions, Mon Slip - Formati: CD, DVD, CD+DVD | 174         |
| 2012                                                         | The Flesh Alive - Pubblicato: 6 giugno 2012 - Etichetta: Mascot - Formati: 2 DVD+CD, BD+CD                     | 76          |
| 2014                                                         | Les Enfants Sauvages - Pubblicato: 11 marzo 2014 - Etichetta: Roadrunner - Formati: CD+DVD, LP                 | —           |
| 2014                                                         | Live at Hellfest 2016 - Pubblicato: 4 novembre 2016 - Etichetta: Roadrunner - Formati: streaming               | —           |
| "—" indica una pubblicazione non classificata in quel Paese. | |             |

## Singoli
| Anno                                                                          | Titolo                 | Classifiche | Classifiche | Album di provenienza |
| Anno                                                                          | Titolo                 | USA Hard    | USA Main.   | Album di provenienza |
| ----------------------------------------------------------------------------- | ---------------------- | ----------- | ----------- | -------------------- |
| 2012                                                                          | End of Time            | —           | —           | /                    |
| 2012                                                                          | L'Enfant Sauvage       | —           | —           | L'Enfant Sauvage     |
| 2016                                                                          | Stranded               | —           | —           | Magma                |
| 2016                                                                          | Silvera                | —           | —           | Magma                |
| 2020                                                                          | Another World          | 12          | —           | /                    |
| 2021                                                                          | Born for One Thing     | 18          | —           | Fortitude            |
| 2021                                                                          | Amazonia               | 17          | 31          | Fortitude            |
| 2021                                                                          | Into the Storm         | —           | —           | Fortitude            |
| 2021                                                                          | The Chant              | —           | —           | Fortitude            |
| 2022                                                                          | Our Time Is Now        | —           | —           | /                    |
| 2024                                                                          | Mea culpa (Ah! Ça ira) | 9           | —           | /                    |
| "—" indica una pubblicazione non classificata o non pubblicata in quel Paese. |                        |             |             |                      |

## Altri brani entrati in classifica
| Anno | Titolo    | Classifiche | Album di provenienza |
| Anno | Titolo    | USA Hard    | Album di provenienza |
| ---- | --------- | ----------- | -------------------- |
| 2021 | New Found | 24          | Fortitude            |

## Videografia

### Video musicali
| Anno | Titolo             | Regista/i                        |
| ---- | ------------------ | -------------------------------- |
| 2001 | Love               | Alain Duplantier                 |
| 2006 | To Sirius          | Alain Duplantier                 |
| 2008 | Vacuity            | Julien Mokrani e Samuel Bodin    |
| 2009 | All the Tears      | Jossie Mails                     |
| 2012 | L'Enfant Sauvage   | Anne Deguehegny                  |
| 2012 | Explosia           | Roadrunner Records               |
| 2014 | Born in Winter     | Jossie Malis                     |
| 2016 | Stranded           | Vincent Caldoni                  |
| 2016 | Silvera            | Drew Cox                         |
| 2016 | Low Lands          | Alain Duplantier                 |
| 2016 | The Shooting Star  | Markus Hofko                     |
| 2017 | The Cell           | Drew Cox                         |
| 2020 | Another World      | Maxime Tiberhgien e Sylvan Favre |
| 2020 | Inferno (Live)     | Anne Deguehegny e Bunny          |
| 2021 | Born for One Thing | Charles de Meyer                 |
| 2021 | Amazonia           | Charles de Meyer                 |
| 2021 | The Chant          | Russel Brownley                  |
| 2021 | Sphinx             | Zev Deans                        |